# Departamento de Curepto
| Departamento de Curepto   | Departamento de Curepto |
| ------------------------- | ----------------------- |
| Cabecera:                 | Curepto                 |
| Superficie:               | km²                     |
| Habitantes:               | hab                     |
| Densidad:                 | hab/km²                 |
| Comunas/ Subdelegaciones: | - Curepto               |
| Ubicación                 |                         |
|                           |                         |

| Departamento de Curepto | Departamento de Curepto |
| ----------------------- | --- |
| Cabecera:               | Curepto |
| Superficie:             | km² |
| Habitantes:             | hab |
| Densidad:               | hab/km² |
| Subdelegaciones:        | - 1.a Curepto - 2.a Hornillos - 3.a Limávida - 4.a Tonlemo - 5.a Gualleco - 6.a Libún - 7.a Toconey - 8.a Quivolgo - 9.a Putú - 10 Chanquiuque |
| Municipalidades:        | - capital departamental: - Curepto - otras municipalidades (1891) - Gualleco (1891) - Putú (1891)                                              |
| Ubicación               | |
|                         | |

El Departamento de Curepto es una antigua división territorial de Chile. La cabecera del departamento fue Curepto, donde se ubicó la Municipalidad encargada de la administración local.
Con el DFL 8582 de 30 de diciembre de 1927, se suprime el departamento y se anexa al de Mataquito. Posteriormente, en 1936, se restablece el departamento, con algunos territorios escindidos.

## Límites
El Departamento de Curepto limitaba:
- al norte con el Departamento de Vichuquén.
- al oeste con el océano Pacífico
- al sur con el Departamento de Constitución
- Al este con el Departamento de Talca.

Luego con las divisiones sucesivas
- al norte con el Departamento de Mataquito.
- al oeste con el océano Pacífico
- al sur con el Departamento de Constitución.
- Al este con el Departamento de Talca.

## Administración
La administración estuvo en Curepto, en donde se encontraba la Gobernación de Curepto.
Con el Decreto de Creación de Municipalidades del 22 de diciembre de 1891, se crean las siguientes municipalidades con sus sedes y cuyos territorios son las subdelegaciones detalladas a continuación:
| Municipalidad Sede | Subdelegaciones   |
| ------------------ | ----------------- |
| Curepto            | 1.ª, Curepto      |
| Curepto            | 2.ª, Hornillos    |
| Gualleco           | 3.ª, Limávida     |
| Gualleco           | 4.ª, Tonlemo      |
| Gualleco           | 5.ª, Gualleco     |
| Gualleco           | 6.ª, Libún        |
| Putú               | 7.ª, Toconey      |
| Putú               | 8.ª, Quivolgo     |
| Putú               | 9.ª, Putú         |
| Putú               | 10.ª, Chanquiuque |

Además, de acuerdo al decreto N.º 4.848 del 22 de diciembre de 1922, se crea la comuna de Toconey, con el territorio de la 7.ª subdelegación que en aquel entonces pertenecía a la comuna de Putú.

## Subdelegaciones
De acuerdo al decreto del 3 de marzo de 1870, las siguientes son las subdelegaciones:
- 1.a Curepto
- 2.a Hornillos
- 3.a Limávida
- 4.a Tonlemo
- 5.a Gualleco
- 6.a Libún
- 7.a Toconey
- 8.a Quivolgo
- 9.a Putú
- 10 Chanquiuque

## Comunas y subdelegaciones (1936)
De acuerdo al DFL 8583 en el departamento se crean las siguientes comunas y subdelegaciones:
- Curepto, que comprende, antiguas subdelegaciones: 1.a, Curepto; 2.a, Hornillos; 3.a, Limávida; 4.a, Tonlemo, y 5.a, Gualleco.

En tanto, las antiguas subdelegaciones: 7.a, Toconey; 8.a, Quivolgo; 9.a, Putú, y 10.a, Chanquiuque, del antiguo departamento de Curepto, pasaron a formar parte del departamento de Constitución de la Provincia de Maule.